# Sociologia da cultura
A sociologia da cultura diz respeito ao estudo da cultura por meio de conceitos e métodos sociológicos.